# Fundacja Ecobaltic
Fundacja Ecobaltic – organizacja pozarządowa nie nastawiona na zysk (non-profit), powstała w 1988 w Gdańsku (zarejestrowana w 1989 jako jedna z pierwszych organizacji pozarządowych), była lub jest aktywnym członkiem Forum Fundacji Polskich, Coalition Clean Baltic (sieć organizacji ekologicznych z krajów basenu Morza Bałtyckiego) i European Union for Coastal Conservation, stowarzyszenia "Biuro Wspierania Lobbingu Ekologicznego", od 2003 roku jest członkiem Foundation for Environmental Education (organizacji realizującej programy w zakresie edukacji ekologicznej o zasięgu ogólnoświatowym).
Fundacja Ecobaltic realizuje swoje cele statutowe poprzez szeroko zakrojoną działalność podejmowaną zarówno samodzielnie, jak i w ramach różnego rodzaju struktur o zasięgu krajowym i międzynarodowym, a także we współpracy z innymi organizacjami pozarządowymi i samorządem lokalnym. Misją fundacji jest poprawa warunków środowiska przyrodniczego i dziedzictwa kulturowego Bałtyku oraz jego otoczenia lądowego. Swoje cele fundacja realizuje przez:
- prowadzenie i wspomaganie działań powstrzymujących degradację środowiska
- prowadzenie i popieranie działalności zmierzającej do zahamowania degradacji środowiska przyrodniczego i kulturowego,
- pobudzanie i wspomaganie wszelkich form chroniących i kształtujących bałtyckie środowisko przyrodnicze i kulturowe,
- organizowanie i uczestniczenie w pracach badawczych, studialnych, seminariach i konferencjach służącym celom Fundacji (prowadzenie i wspomaganie badań naukowych),
- promocję polskiej myśli ekologicznej w zakresie badań, wdrożeń i produkcji, tworzenie warunków dla wykorzystania w kraju najnowszych zagranicznych badań i rozwiązań proekologicznych,
- kształtowanie świadomości ekologicznej, kultury obcowania z przyrodą i krajobrazem kulturowym wszystkich środowisk zawodowych i społecznych, oraz pozyskiwanie ich dla idei ekorozwoju,
- prezentowanie opinii i ocen dotyczących zjawisk ekologicznych i kulturowych wpływających na stan degradacji środowiska morskiego i obszarów nadmorskich,
- wspieranie osób prawnych i fizycznych, których działalność jest zbieżna z celami Fundacji.

Główne obszary działalności Fundacji Ecobaltic to:
- edukacja ekologiczna
- rozwój zrównoważony
- ochrona środowiska morskiego i obszarów nadmorskich
- współpraca transgraniczna w regionie Zalewu Wiślanego
- promocja recyklingu
- energetyka odnawialna.

Fundacja wydawała miesięcznik ekologiczny Eko Bałtyk (ISSN 1230-879X), który docierał do województw północnej Polski (Gdańsk, Szczecin, Koszalin, Słupsk, Elbląg, Olsztyn). Fundacja wydała wiele książek i broszur edukacyjnych tematycznie związanych z ochroną środowiska i edukacją ekologiczną m.in.: "Leksykon Ochrony Środowiska", "Podręcznik ICLEI", seria: Żuławy Delty Wisły na przełomie tysiącleci, "Jak i dlaczego tworzyć zielone szkoły"?, "Małe Morze", "Letnie wędrówki wybrzeżem Bałtyku".
Podstawową formą działalności Fundacji Ecobaltic jest opracowywanie i wdrażanie projektów realizowanych przez własne wyspecjalizowane jednostki. Fundacja Ecobaltic uzyskuje środki finansowe z wielu źródeł. W konkursach na dotacje celowe projekty fundacji są doceniane przez takie instytucje i organizacje jak: Regional Environmental Center (REC), Environmental Partnership for Central Europe (EPCE) – Partnerstwo dla Środowiska, Coalition Clean Baltic (CCB), MATRA, Nordic Council, Ambasada USA w Polsce, Fundacja Stefana Batorego, Fundacja "Fundusz Współpracy": programy PHARE – Program Dialog Społeczny – NGOs, PHARE – Rozwój społeczeństwa obywatelskiego, Gminne i Wojewódzkie Fundusze Ochrony Środowiska, Narodowy Fundusz Ochrony Środowiska i Gospodarki Wodnej, Ministerstwo Środowiska, Kancelaria Prezesa Rady Ministrów RP.
Projekty:
- organizacja obchodów Dnia Ziemi i Dnia Ochrony Środowiska w Trójmieście;
- organizacja akcji Sprzątania Świata w Trójmieście, w tym sprzątania plaż w latach 1992-1996;
- kursy dla działaczy ekologicznych organizacji pozarządowych;
- letnie obozy ekologiczne w Słowińskim Parku Narodowym;
- Program Monitoringu Potoków Trójmiasta;
- Kampania "Przyjaciele Potoku Oliwskiego";
- CCB WaterWatch Group Leaders Meeting, Gdańsk;
- Cykl seminariów nt. możliwości wykorzystania energetyki wiatrowej w Polsce;
- współudział w tworzeniu Polskiej Zielonej Sieci;
- wspieranie wdrażania Planów Zintegrowanego Zarządzania Obszarami Przybrzeżnymi Zalewu Wiślanego i Zalewu Szczecińskiego;
- Edukacyjny program recyklingowy "Surowce do odzysku – Pomagasz środowisku";
- 10 ogrodów na 10-lecie Akcji Sprzątanie Świata Polska, ogród w III LO w Gdyni;
- Błękitna flaga – od stycznia 2005 r. Program polegający na promocji wdrażania zasad ochrony środowiska i zrównoważonego rozwoju w nadwodnych obiektach turystycznych: kąpieliskach i przystaniach jachtowych poprzez nadawanie ekologicznych znaków jakości – Błękitnej Flagi.